# Station Kornelin
Station Kornelin is een spoorwegstation in de Poolse plaats Kornelin.